# Banadesa
Banadesa, el Banco Nacional de Desarrollo Agrícola es una entidad bancaría del estado de Honduras.  

## Historia
La institución bancaria fue fundado el 16 de febrero de 1950, con el nombre de BANAFOM o BANCO NACIONAL DE FOMENTO DE HONDURAS y abrió sus puertas el primero de julio del mismo año. Es una institución autónoma del estado de Honduras y sus finalidades son fomentar el desarrollo en el país y dar acceso a los créditos para empresarios y pecuarios del sector agrícola, ganadero y otros.  
En la década de 1980 fue rebautizado con el nombre de BANADESA que lleva hasta hoy, mediante Decreto n.º 903 de fecha 24 de marzo de 1980. 
El actual presidente de BANADESA es Erlin Menjivar en sustitución de Carlos Noé Ramírez quien fungía desde 2015.